# Gare d'Aoste-Institut
La gare d'Aoste-Institut (en italien, Stazione di Aosta - Istituto) est une gare ferroviaire italienne de la ligne d'Aoste à Pré-Saint-Didier, située près de l'Institut pour géomètres Jules Brocherel, entre la rue de Chambéry et la rue de la Grand Eyvia, sur le territoire de la ville d'Aoste dans la région italienne à statut spécial de la Vallée d'Aoste.
Mise en service en 2002, c'est une halte voyageurs de Rete ferroviaria italiana (RFI) desservie par le train Trenitalia qui effectue des navettes sur la relation Aoste - Pré-Saint-Didier.

## Situation ferroviaire
Établie à environ 576 mètres d'altitude, la gare d'Aoste-Institut est située au point kilométrique (PK) 1,235 de la ligne d'Aoste à Pré-Saint-Didier (voie unique non électrifiée), entre les gares d'Aoste et d'Aoste-Avenue d'Europe.

## Histoire
Cette gare a été bâtie en occasion de la rencontre nationale des Alpins de 2003, afin de répartir le grand flux de touristes qui avait été prévu pour l'événement. Elle n'est constituée que par un quai unique, sans bâtiment pour les passagers, à voie unique. Elle ne dispose d'aucune structure pour le transport de marchandises.
Après avoir été désaffectée pendant plusieurs années, elle a été rouverte le 12 décembre 2010.
En 2015, à la suite de la fermeture de la ligne d'Aoste à Pré-Saint-Didier, elle est fermée.

## Service des voyageurs

### Accueil
C'est une halte ferroviaire équipée d'un quai avec abri.

### Desserte
Aoste-Institut était desservie par le train Trenitalia qui faisait la navette sur la relation Aoste - Pré-Saint-Didier.

### Intermodalité
Le stationnement des véhicules est possible à proximité.